# Jabuka (gmina Pljevlja)
Jabuka (cyr. Јабука) – wieś w Czarnogórze, w gminie Pljevlja. W 2011 roku liczyła 30 mieszkańców.